# Daniel Outelet
Daniel Outelet (11 maart 1936 – Brussel, 13 januari 1970) was een Belgisch judoka. Hij was viervoudig Europees kampioen en zevenvoudig Belgisch kampioen. Samen met Robert Van De Walle wordt Outelet algemeen beschouwd als de meest succesvolle mannelijke Belgische judoka. Met Outelets voortijdige dood op 33-jarige leeftijd verloor België een van zijn beste en meest technische judoka's en een veelbelovend trainer.

## Biografie
Daniel Outelet behaalde zijn zwarte gordel 1ste dan op 1 maart 1953, de derde maal dat er in België een nationaal dan-graadpromotie-examen werd georganiseerd, dit voor een jury onder voorzitterschap van de meervoudige Franse Europees kampioen en toen 3de dan, Jean de Herdt. Andere promovendi tot dezelfde graad waren onder meer Pierre Derouck, Jean Bégaux, Théo Guldemont, en Raymond Delforge, terwijl onder meer Jean-Michel Egger en Willy Struelens diezelfde dag hun 2de dan behaalden.
Toen na het vertrek van de federale technische directeur, de Fransman Jean de Herdt medio 1953, en na een korte interimperiode o.l.v. Luc Levannier, de Japanner Abe Ichirō in december 1953 technisch directeur werd van de Belgische Federale Judo en Jujutsu Vereniging (BFJJV/AFBJJ), zou Outelet uitgroeien tot diens beste en meest succesvolle jūdō-student.
Tijdens de Europese judokampioenschappen 1954 die gehouden werden te Brussel werd Outelet de eerste Belg ooit die een Europese judotitel wegkaapte. Hij deed dit in de klasse tot 1ste dan, nadat hij in de finale de Fransman Briskine versloeg. Outelet herhaalde deze prestatie toen hij een jaar later de Europese titel behaalde in de klasse 2de dan tijdens de Europese judokampioenschappen 1955 te Parijs, door de Brit Douglas Young te verslaan.
In 1956 werden er geen Europese judokampioenschappen gehouden, maar een jaar later, in 1957, won Outelet opnieuw en behaalde te Rotterdam zijn derde Europese titel toen hij in de klasse 3de dan de Duitser Walter Reiter versloeg. Daarnaast behaalde hij tevens met België een bronzen medaille tijdens de ploegenwedstrijden. Hij behaalde bijkomende bronzen medailles tijdens de Europese Kampioenschappen 1958 (Barcelona) en 1959 (Wenen). In 1960 won hij te Amsterdam zijn laatste Europese titel door de plaatselijke kampioen Tony Wagenaar te verslaan in de categorie 4de dan. Ook dan behaalde hij weer een bijkomende bronzen medaille met de Belgische ploeg in de teamwedstrijden. In 1961 tijdens de Europese kampioenschappen die dat jaar werden gehouden in Milaan behaalde hij brons en meteen zijn laatste Europese medaille.
Als middengewicht was de relatief lichte Outelet niet in staat dezelfde successen te behalen tijdens de wereldkampioenschappen die werden betwist zonder onderscheid van lichaamsgewicht of dan-graad, en die aldus de zwaardere judoka bevoordeelden.
Outelet was de eerste Belgische judoka die de graad van 5de dan behaalde. Na zijn wedstrijdcarrière werd hij onder meer in 1965 de eerste judotrainer van de in Sint-Lambrechts-Woluwe toen net opgerichte judoclub Poseidon-Ryu.
Na het vertrek van de Japanner Hirano Tokio in 1966 werd Outelet bondstrainer, een functie die hij zou uitoefenen tot begin 1970, toen hij, geplaagd door depressie, vermoedelijk mede veroorzaakt door financiële problemen, zich thuis op 13 januari 1970 op 33-jarige leeftijd door verhanging van het leven benam.
De enige Belgische mannelijke judoka die in kwantiteit nog meer medailles behaalden dan Outelet, waren Robert Van De Walle en Harry Van Barneveld, een kwarteeuw later. Van De Walle behaalde 17 Europese medailles over een periode van 12 jaar, een gouden en bronzen medaille op de Olympische Spelen (1980 & 1988), en 7 medailles (2 zilveren en 5 bronzen) op een wereldkampioenschap; Van Barneveld behaalde 9 Europese medailles (1 gouden, 5 zilveren en 5 bronzen) tijdens de periode 1989–1998, een bronzen medaille op de Olympische Spelen van Atlanta, en twee bronzen medailles op een wereldkampioenschap (1997 & 1999). Echter, geen van hen was in staat Outelets kwalitatieve resultaat op de Europese kampioenschappen te evenaren. Tot op heden blijft Outelet de enige Belgische judoka die erin is geslaagd vier Europese titels te behalen bij de mannen. Bovendien waren Van De Walle en Van Barneveld, respectievelijk halfzwaar- en zwaargewicht, waardoor ze veel minder nadeel ondervonden wanneer ze deelnamen in de open klasse. Naast zijn Europese successen was Outelet ook zevenvoudig Belgisch judokampioen.
Volgens Théo Guldemont, 9de dan, waren de Fransman Henri Courtine (momenteel 10de dan) en Daniel Outelet beiden de technisch meest verfijnde judokampioenen van hun generatie, zelfs indien men rekening houdt met de enkelen die, zoals bijvoorbeeld Anton Geesink, nog meer titels hebben verzameld tijdens hun carrière.

## Palmares

### Europese kampioenschappen (individueel)
- 1954:  Brussel - klasse 1ste dan
- 1955:  Parijs - klasse 2de dan
- 1957:  Rome - klasse 3de dan
- 1958:  Barcelona - klasse 3de dan
- 1959:  Wenen - klasse 4de dan
- 1960:  Amsterdam - klasse 4de dan
- 1961:  Milan - klasse 4de dan

### Europese kampioenschappen (team)
- 1957:  Rome
- 1960:  Amsterdam